# 克雷恩嶺
74°45′S 63°50′W / 74.750°S 63.833°W
克雷恩嶺（英語：Crain Ridge）是南極洲的山嶺，位於帕爾默地，屬於拉塔迪山脈的一部分，處於斯特倫奇冰川北岸，美國地質調查局根據測量和該國海軍的空中照片繪入地圖，現時由南極條約體系管理。